# زیگمونت کوکلا
زیگمونت کوکلا (لهستانی: Zygmunt Kukla; ۲۱ ژانویهٔ ۱۹۴۸ – ۱۸ مهٔ ۲۰۱۶) بازیکن فوتبال اهل لهستان بود.
از باشگاه‌هایی که در آن بازی کرده‌است می‌توان به باشگاه فوتبال آپولون اسمیرنیس اشاره کرد.
وی همچنین در تیم ملی فوتبال لهستان بازی کرده‌است.